# Kohberg
Kohberg Bakery Group A/S er en dansk fødevarevirksomhed, der fremstiller brød og kager. Det er Danmarks største danskejede bageri.

## Historie
Virksomheden begyndte sin tilværelse som en almindelig bagerforretning i Bolderslev i Sønderjylland. I forbindelse med, at der i stigende grad blev solgt brød fra supermarkeder, startede bagermester Alfred Kohberg i 1969 en industriel fremstilling af rugbrød. Brødfabrikken lå en kort overgang i Rødekro, men flyttede tilbage til Bolderslev, hvor fabrikken nu er byens altdominerende virksomhed.
I 1989 blev virksomheden solgt til Inga og Preben Fogtmann; i dag hedder ejeren KOFF. Kohberg købte i 1992 60% af aktierne i H.C. Andersen Bagergården A/S i Haderslev, og overtog i 2006 de resterende 40%. I 1995 overtog man brødfabrikken Trianon i Taastrup. I dag står fabrikken i Taastrup for produktionen af Kohbergs hvedebrød.
I januar 2012 lancerede selskabet en reklamekampagne med realitystjernen Sidney Lee. Den fik dog dårlig modtagelse blandt forbrugerne, og livsstilseksperten Henrik Byager udtalte, at det havde påvirket Kohbergs image. De droppede samarbejdet sommeren samme år.